# 島津久通
島津 久通（しまづ ひさみち）は、江戸時代前期の武士。薩摩国薩摩藩の家老。宮之城島津家第4代。

## 家系
宮之城島津家は、日新斎の号で知られる島津忠良の三男・尚久に始まる。代々の当主の通称が「図書」で、忠長（尚久の子）以降に薩摩国宮之城を領した。

## 略歴
慶長9年（1605年）、島津氏家臣・新納忠在（島津久元）の長男として生まれる。母は新納忠増の娘。当時、父・忠在は新納家に養子入りしていた。
元和元年（1615年）12月、元服した。寛永4年（1627年）、薩摩藩初代藩主・島津家久の供をして江戸に出府した。江戸に滞在中に荒木元政に入門し、荒木流馬術の伝書を受ける。
寛永17年（1640年）3月、永野金山を発見した。金の産出量は一時期は佐渡金山をしのぎ、江戸幕府の命で寛永19年（1642年）から明暦2年（1656年）にかけて採掘中止になったほどであった。
寛永20年（1643年）父・久元死去により、宮之城島津家の家督を相続。正保2年（1645年）3月、2代藩主・島津光久の命で家老に就任。「島津世録」八巻を編纂した。
正保4年（1647年）11月13日、藩主・光久が、3代将軍・徳川家光を招いて武蔵国王子村で犬追物を開催。久通は射手を率いて参加し、将軍に拝謁した。寛文2年（1662年）には、藩主・光久の命で、新田開発のために天降川の河川改修に着手し、4年後の寛文6年（1666年）に完成させた。
寛文12年（1672年）、隠居。家督を子・久竹に譲る。
延宝2年（1674年）11月29日、死去。享年71。

## 人物
- 髭が濃い容貌から「髭図書殿」、法号から「徳源様」と民衆から呼ばれたという。
- 儒学者林春斎の門人となり、江戸に滞在中は度々その元を訪ねて教えを受けた。